# Lyrikrådet
Lyrikrådet är en svensk grupp knuten till FIB:s lyrikklubb och tidskriften Lyrikvännen. Dess främsta uppgift i dag är att ge ut Stig Carlson-priset, men ger även ut böcker och har drivit en folkbildningslinje, som på senare år förbleknat något.